# Luciano Pedro Mendes de Almeida

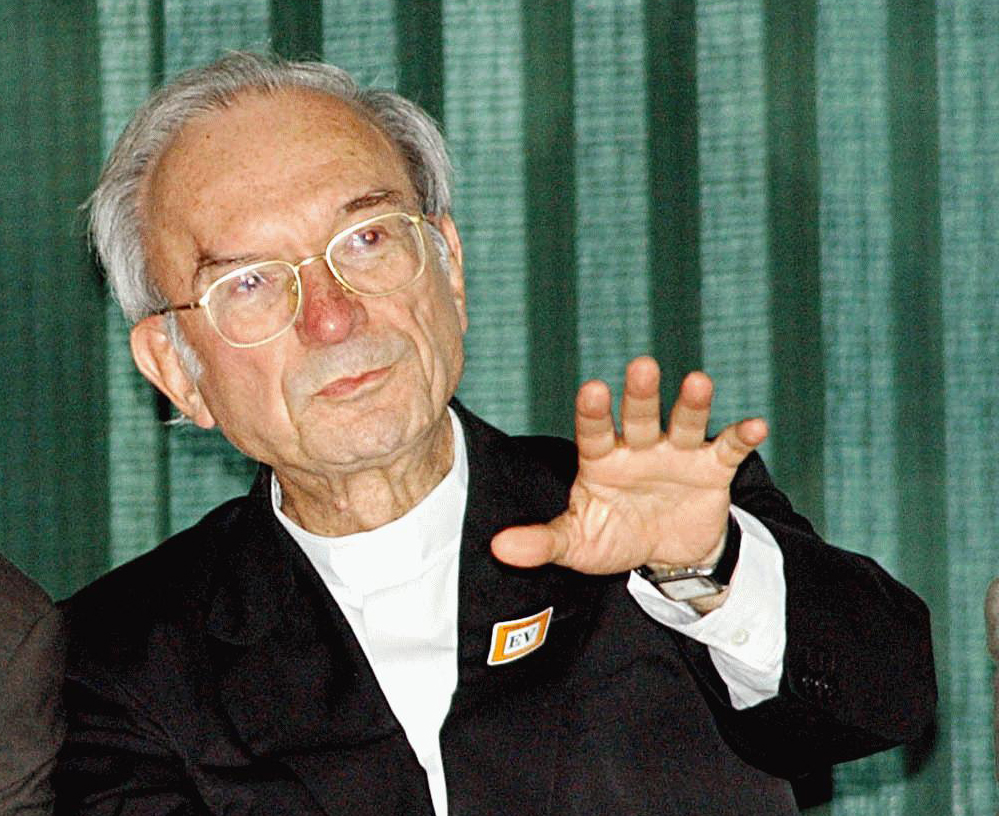
Erzbischof Luciano Pedro Mendes de Almeida (2003)

Luciano Pedro Mendes de Almeida SJ (* 5. Oktober 1930 in Rio de Janeiro; † 27. August 2006) war ein brasilianischer Ordensgeistlicher und römisch-katholischer Erzbischof von Mariana.

## Leben
Luciano Pedro Mendes de Almeida trat dem Jesuitenorden bei und empfing am 5. Juli 1958 das Sakrament der Priesterweihe.
Papst Paul VI. ernannte ihn am 25. Februar 1976 zum Weihbischof in São Paulo und Titularbischof von Turris in Proconsulari. Der Erzbischof von São Paulo, Paulo Evaristo Kardinal Arns OFM, spendete ihm am 2. Mai desselben Jahres die Bischofsweihe; Mitkonsekratoren waren Clemente Isnard OSB, Bischof von Nova Friburgo, und Benedito de Ulhôa Vieira, Weihbischof in São Paulo.
Am 6. April 1988 wurde er zum Erzbischof von Mariana ernannt.